# Río Rienza
El río Rienza (en alemán, Rienz) es un río del norte de Italia, un afluente del río Isarco que discurre por el Alto Adigio. Su fuente se localiza en las Dolomitas ampezzanas, al sur de Dobbiaco (en alemán Toblach). Discurre por el Val Pusteria y desemboca en el río Isarco a su paso por Bressanone (Brixen), a 550 metros de altitud, tras un recorrido de 90 km de longitud.
La principal localidad por la que pasa es Brunico (Bruneck).
Sus principales afluentes son el torrente Aurino (alemán: Ahr) (Valle Aurina), el río Gadera (Valle Badia), el río Anterselva (Valle di Anterselva) y el río Fundres (Valle di Fundres).